# Джаппуев, Аскер Темботович
Аскер Темботович Джаппуев, также Абдуллах (14 января 1971 года — 29 апреля 2011 года) — лидер вооружённого исламистского подполья Кабардино-Балкарии объединенного вилайята Кабарды, Балкарии и Карачая (КБК) Кавказского эмирата, преемник погибшего Анзора Астемирова.
Уроженец Приэльбрусья, балкарец по национальности.
При руководстве Джаппуева активность боевиков в Кабардино-Балкарии несколько увеличилась — участились случаи нападений на милиционеров, совершены несколько диверсий.
По информации экстремистского сайта «Исламдин», раньше Аскер Джаппуев был наибом (заместителем) Анзора Астемирова. После вступления в должность амира, ранее мало известный Джаппуев на сайте «Исламдин» сделал несколько видеообращений к соратникам.
Обвиняется в убийстве 9 егерей и охотников близ с. Лечинкай в октябре 2007 года, а также в убийстве 12 января 2008 года Героя России начальника УБОПа при МВД КБР Анатолия Кярова, и уполномоченного отряда особого назначения УБОП. В результате этого нападения боевиков ещё один сотрудник правоохранительных органов был ранен.
К моменту уничтожения находился в федеральном розыске. Скрывался в Кабардино-Балкарии. Разыскивался ОВД по Эльбрусскому КБР м.р. по ст. 111 ч.1 УК РФ (умышленное причинение тяжкого вреда здоровью)
29 апреля 2011 года Джаппуев был ликвидирован в посёлке Прогресс Кировского района Ставропольского края. Всего было убито десять боевиков, в том числе известные террористы Казбек Ташуев, Ратмир Шамеев и две женщины.
В мае 2010 года возглавил Объединённый Вилаят Кабарды, Балкарии и Карачая (КБК) после гибели его лидера Анзора Астемирова, по собственному заявлению — согласно оставленому тем завещанию. На то время Джаппуев, по собственному утверждению, являлся наибом (заместителем) Астемирова «на одном из направлений» Вилаята.
За год его амирства террористическая активность в республике резко возросла.
Его пытались ликвидировать силовики в октябре 2010 года, заблокировав в шахте, однако операция провалилась.
Эксперт по радикальному исламу Авром Шмулевич отмечал, что если при Анзоре Астемирове боевики нападали только на представителей местных и федеральных силовых структур, то его преемники начали убивать и тех, кто просто не согласен с исламизацией, а также предпринимателей, отказывавшихся платить закят имаратчикам.
«Независимая газета» (18.10.2011) отмечала, что после гибели Астемирова количество терактов в Кабардино-Балкарии на целый год дало шестикратный скачок вверх.